# Olinda Beja
Maria Olinda Beja Martins Assunção, més coneguda com a Olinda Beja (Guadalupe, São Tomé i Príncipe, 8 de desembre de 1946), és una poeta, escriptora i narradora en llengua portuguesa. Encara que nascuda a São Tomé i Príncipe, té la nacionalitat portuguesa i viu a Viseu.

## Biografia
Amb gairebé dos anys deixà São Tomé i Príncipe i marxà a la metròpoli, s'establí a la Beira Alta, al nord de Portugal.
Llicenciada en Llengües i Literatures Modernes (portuguès/francès) per la Universitat de Porto, Olinda Beja és docent d'ensenyament secundari des de 1976. També ha ensenyat llengua i cultura portuguesa a Suïssa i és assessora cultural i dinamitzadora cultural de l'ambaixada de São Tomé i Príncipe.
El 2013 va guanyar el premi literari Francisco José Tenreiro per l'obra A Sombra do Ocá.
El 2015 el seu llibre Um grão de café fou proposat per al Plano Nacional de Leitura de Portugal.

## Obres publicades
- Bô Tendê? – Poemes – 1992 – 2ª Ed. – C. M. Aveiro;
- Leve, Leve - Poemes- 1993-2ªEd. C. M. Aveiro;
- 15 Dias de Regresso – Romanç – 1994 – 3ª ed. – Pé-de-Pag.Editores;
- No País do Tchiloli – Poemaes – 1996 – C. M. Aveiro;
- A Pedra de Villa Nova – Romanç – 1999 – Palimage Editores;
- Pingos de Chuva – Conte – 2000 – Palimage Editores;
- Quebra-Mar – Poemes – 2001 – Palimage Editores;
- Água Crioula – Poemes – 2002 – Pé –de-Página Editores;
- A Ilha de Izunari – Conte – 2003 – S. T. P., Instituto Camões;
- Pé-de-Perfume – Contes (Bolsa de Criação Liter.) – 2004 – 2ª Ed;
- Aromas de Cajamanga – Poemes – Editora Escrituras – S.Paulo (Brasil) – 2009;
- O Cruzeiro do Sul – Poeme – Edição bilingue: Port/esp. – Edit. El Taller del Poeta (Pontevedra), 2011;
- Um grão de café: (uma simples homenagem ao menino chinês do pote vazio), 2013.